# Joseph LeDoux
Joseph LeDoux (Eunice, 7 dicembre 1949) è un neuroscienziato statunitense.
LeDoux è direttore del Center for the Neuroscience of Fear and Anxiety di New York e allievo di Michael Gazzaniga i suoi studi hanno riguardato per un verso il funzionamento del sistema limbico in relazione agli stati emozionali e per un altro i modi in cui si esprime la personalità umana.

## Opere
- The Emotional Brain (The Mysterious Underpinnings of Emotional Life), Simon & Schuster, Touchstone 1996.
- Synaptic Self (How Our Brains Become Who We Are),Penguin Putnam, Paperback 2003.
- The Self: From Soul to Brain, ‘'Annals of the New York Academy of Sciences'’ 2003.
- Post-traumatic Stress Disorder: Basic Science and Clinical Practice, Humana Press 2009
- Il Sé sinaptico, 2002, Raffaello Cortina Editore
- Ansia, 2016, Raffaello Cortina Editore.
- Lunga storia di noi stessi. Come il cervello è diventato cosciente, 2020, trad. Gianbruno Guerrerio, Raffaello Cortina Editore, ISBN 978 883285 215 8

## Collegamenti este
- LeDoux Biography, su cns.nyu.edu (archiviato dall'url originale il 13 gennaio 2014).
- LeDoux Home Page at NYU, su cns.nyu.edu.
- LeDoux Lecture "What fearful rats can tell us about psychiatric treatment", su youtube.com.

| Controllo di autorità | VIAF (EN) 85686963 · ISNI (EN) 0000 0003 5470 302X · SBN LO1V167682 · LCCN (EN) n77010477 · GND (DE) 120020491 · BNF (FR) cb12359183z (data) · J9U (EN, HE) 987007449601605171 · NDL (EN, JA) 00447172 |